# Salmon River (tillflöde till Bay d'Espoir)
Salmon River är ett vattendrag i Kanada.   Det ligger i provinsen Newfoundland och Labrador, i den östra delen av landet, 1 500 km öster om huvudstaden Ottawa.
Trakten runt Salmon River består i huvudsak av gräsmarker. Trakten runt Salmon River är nära nog obefolkad, med mindre än två invånare per kvadratkilometer.